# Mank
Mank é um município da Áustria localizado no distrito de Melk, no estado de Baixa Áustria.

## Subdivisões
Aichen, Altenhofen, Anzenbach, Bodendorf, Busendorf, Dorna, Fohra, Fritzberg, Gries, Großaigen, Hagberg, Hörgstberg, Hörsdorf, Kälberhart, Kleinaigen, Kleinzell, Lehen, Loipersdorf, Loitsbach, Loitsdorf, Mank, Massendorf, Münichhofen, Nacht, Oberschmidbach, Pichlreit, Pölla, Poppendorf, Ritzenberg, Rührsdorf, Simonsberg, St. Frein, St. Haus, Strannersdorf, Wies, Wolkersdorf

## Câmara Municipial
- ÖVP 16
- SPÖ 4
- FPÖ 1